# Il risveglio del dormiente
Il risveglio del dormiente (The Sleeper Awakes) è un romanzo fantascientifico distopico di H. G. Wells pubblicato nel 1910, come riedizione di When the Sleeper Wakes, una storia a puntate pubblicata dal 1898 al 1899, tradotta in italiano per la prima volta nel 1907 col titolo Quando il dormente si sveglierà.

## Trama
Il romanzo narra la storia di un uomo di nome Graham che dorme per 203 anni e si sveglia in una Londra completamente trasformata, dove, grazie agli interessi composti sul suo conto in banca, è diventato l'uomo più ricco del mondo. Il protagonista si sveglia per vedere i suoi sogni realizzati e il futuro gli viene rivelato con tutti i suoi orrori e le sue deformazioni.
Anche se il risveglio di Graham sembra essere spontaneo, questo è stato indotto da Ostrog, il capo di una milizia che vuole conquistare il potere a discapito del Consiglio, un ente che sino a quel momento ha dominato il mondo con vile cattiveria e in nome del dormiente. Una volta destituito il Consiglio tramite una veloce rivolta del popolo innescata dal risveglio del dormiente ed enfatizzata da Ostrog, Graham prende a pieno titolo possesso di tutto. Ma si accorge ben presto che le notizie sul vero umore, sulle vere necessità, sulla povertà e le costrizioni lavorative del popolo gli vengono nascoste. Così, cercando di destituire Ostrog dai suoi propositi, Graham si accorge delle sue trame. Inizia pertanto una battaglia tra i due che terminerà con un imprevedibile e tragico epilogo.